# Lena Baker

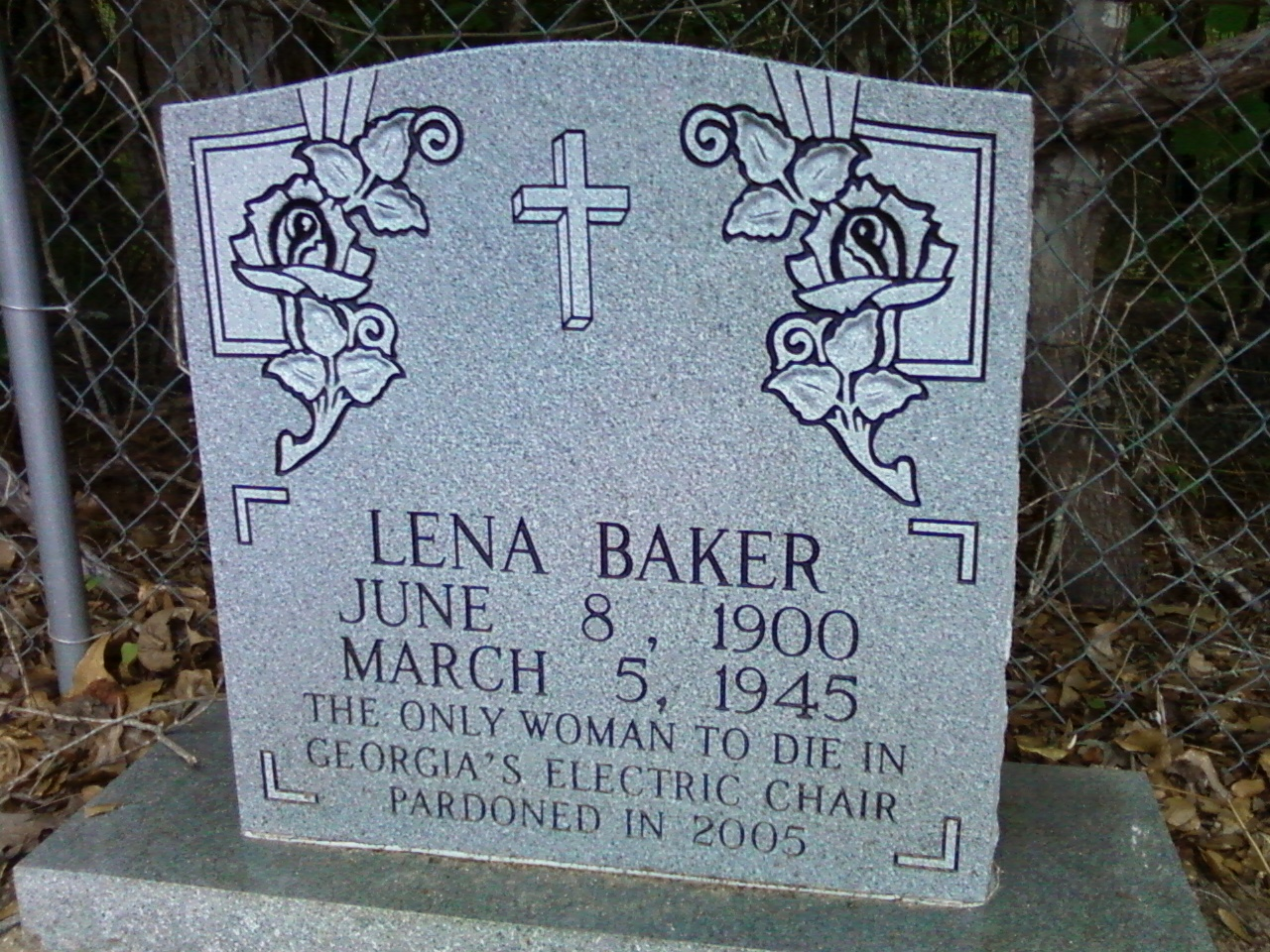
Lena Baker foi executada em 1945, aos 44 anos.

Lena Baker (8 de Junho de 1900 — 5 de Março de 1945) foi uma afro-americana executada no estado da Georgia em 1945 pelo assassinato de Ernest Knight, seu patrão de 67 anos, por eletrocução.
Foi a única mulher a ser executada na cadeira elétrica na Georgia. Em 2005 foi oficialmente perdoada, pois na verdade agiu em legítima defesa.

## Julgamento
Em 14 de agosto de 1944 iniciou-se o julgamento de Lena Baker, presidido pelo juiz William "Duas Pistolas" Worrill, que manteve 2 pistolas a vista durante todo o julgamento. Ao fim da tarde, o júri, composto apenas de homens caucasianos, considerou Lena Baker culpada por assassinato. O governador Ellis Arnal deu a condenada mais 60 dias para uma solicitação de perdão, que foi negada.

## Execução
No dia 5 de março de 1945, Lena Baker sentou-se calmamente na cadeira elétrica e disse: "What I have done, I did in self-defense. I have nothing against anyone. I'm ready to meet my God". Tradução: O que eu fiz, eu fiz em legítima defesa. Não tenho nada contra ninguém. Estou pronta para encontrar meu Deus.

## Perdão
Em 2001 a família Baker entrou com um pedido de perdão concedido pelo Conselho da Geórgia do Perdão e Paroles que analisou o veredicto original como racista. Em 2005, 60 anos após sua morte, foi concedido perdão total e incondicional a Lena Baker, pois uma sentença de 15 anos teria sido mais apropriada.

## Filme
Em 2009, foi lançado o drama com o título original de The Lena Baker Story (Traduzido: A Verdadeira História De Lena Baker) dirigido por Ralph Wilcox.